# Minio (mineral)
El minio es un mineral de la clase de los minerales óxidos. No tiene año de descubrimiento pues es extraído de sus yacimientos y usado por la humanidad desde la época prehistórica.

## Etimología
Su nombre procede del latín, pues en la antigua Roma llamaban minium al cinabrio mezclado con óxido de plomo que extraían en sus posesiones de Hispania, nombrándose así porque las minas principales se encontraban en el río Minium —hoy llamado río Miño—-. Este término en idioma español terminó designando por derivación sólo al mineral de óxido de plomo que iba pegado al cinabrio y que desde la antigüedad era usado como pigmento rojo, pasando después este nombre desde el español al resto de idiomas europeos. Un sinónimo poco usado hoy es el de plomo rojo.

## Características químicas
Es un óxido de plomo, que puede ser confundido por su color rojo brillante con el litargirio (PbO) o con el polvo de cinabrio (HgS).

## Formación y yacimientos
Es un raro mineral secundario, que se forma en las zonas altamente oxidadas a la intemperie de los yacimientos de minerales del plomo. Puede formarse por incendios en las minas.
Suele encontrarse asociado a otros minerales como: galena, cerusita, masicotita, litargirio, plomo nativo, wulfenita o mimetita.

## Usos y precauciones
Molido hasta convertirlo en polvo se emplea para fabricar pintura antioxidante, para pintar metales que van a permanecer a la intemperie.
Contiene plomo, un producto tóxico, por lo que se debe manipular con precaución lavándose las manos tras tocarlo, no inhalarlo y nunca ingerirlo.